# Поклонна гора
55°43′54″ пн. ш. 37°30′24″ сх. д. / 55.73166667° пн. ш. 37.50666667° сх. д.
Поклонна гора - зритий пологий пагорб у Західному адміністративному окрузі Москви, знаходиться між річками Сетунь і Філька. Спочатку ділилася по яру на західну та східну частини. Східна частина Поклонної гори була зрита в 1950-1960-і роки при будівництві Кутузовського проспекту та житлового кварталу від Окружної залізниці до вулиці Генерала Єрмолова. Більша частина західної половини гори була використана в 1980-1990-х роках при влаштуванні парку Перемоги - меморіального комплексу на честь перемоги у Німецько-радянській війні 1941-1945 років. Пагорб, що залишився від пагорба, знаходиться в східній частині парку .

## Походження назви

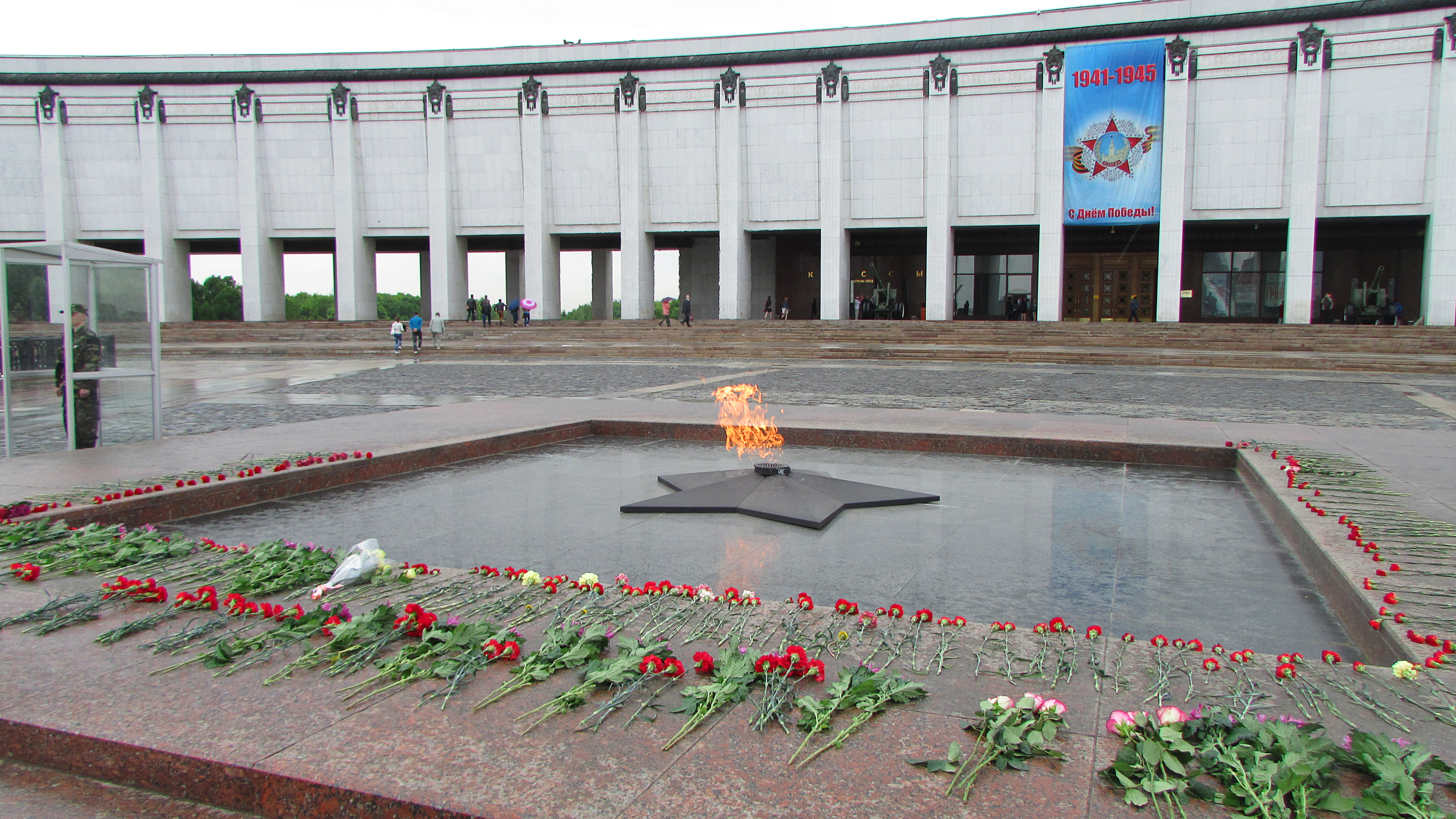
Вічний вогонь перед Музеєм Перемоги

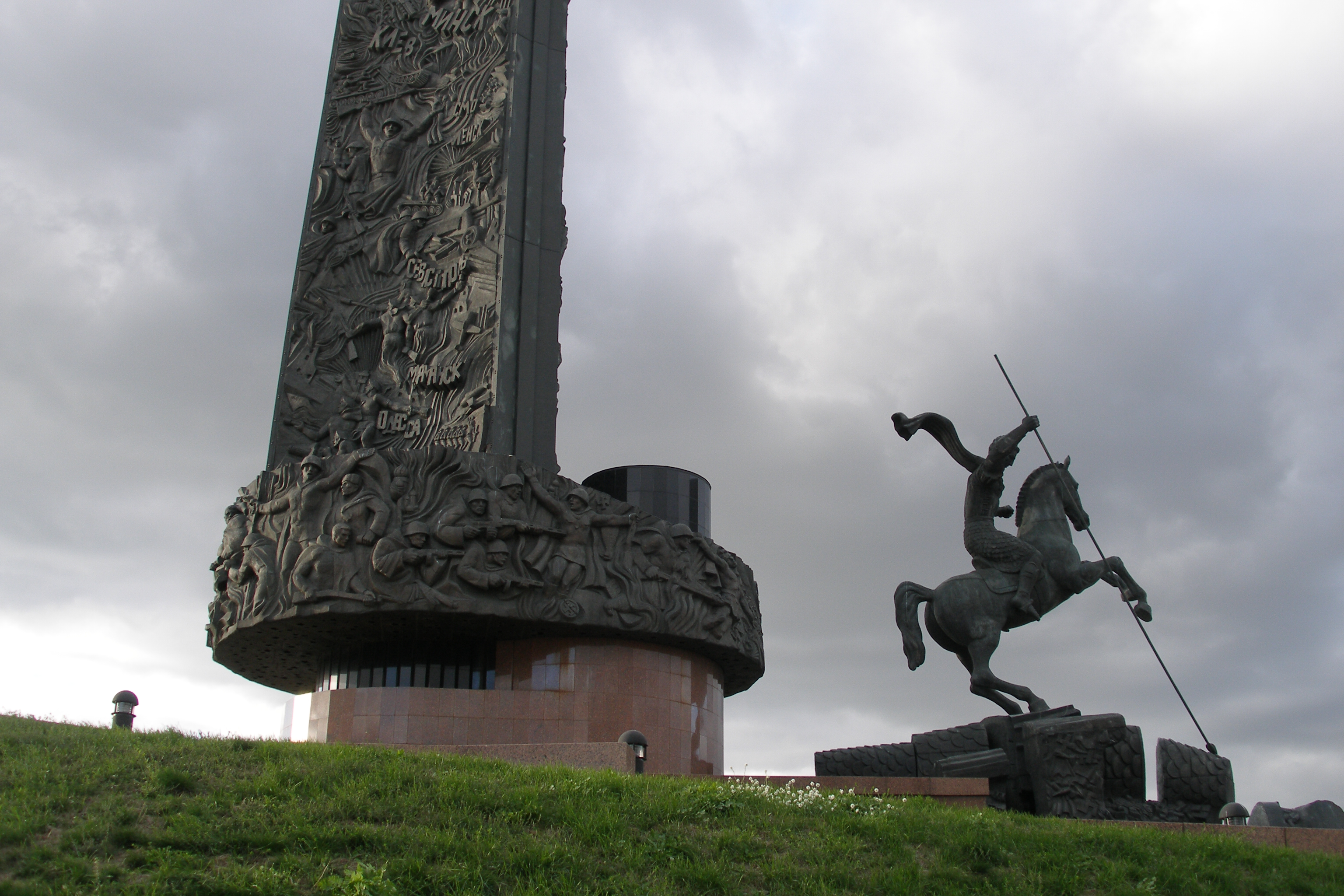
Заснування стели перед Музеєм Перемоги

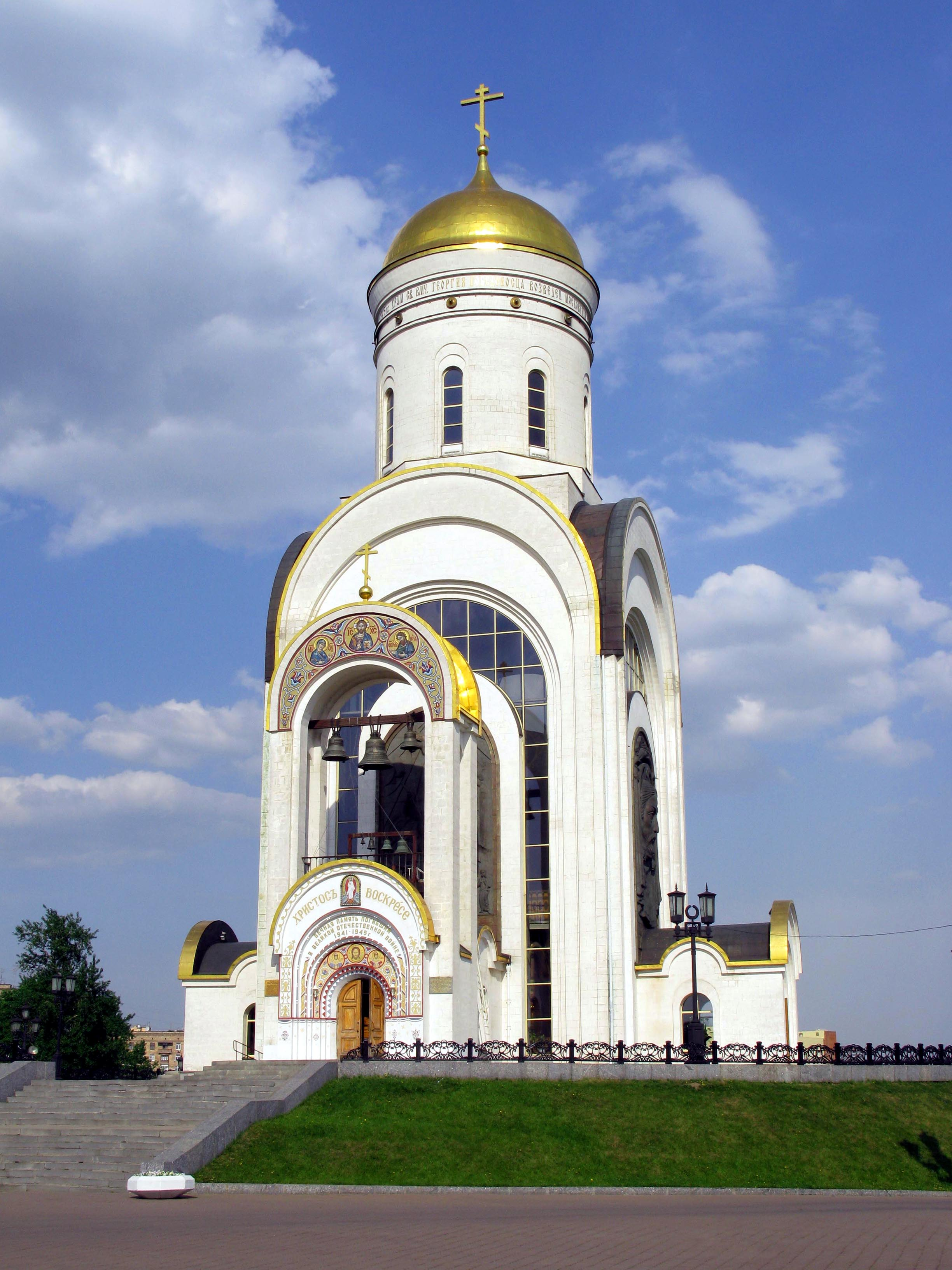
Храм Георгія Побідоносця на Поклонній горі

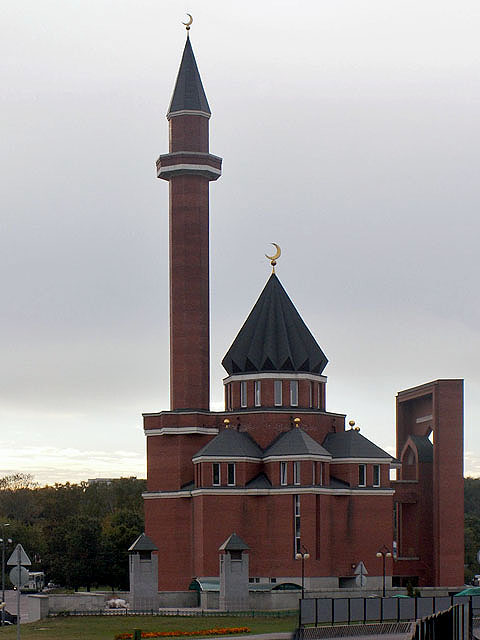
Меморіальна мечеть

У середньоросійській смузі горою називали невелике піднесення чи пагорб. Слово «поклонна» трактують неоднозначно: або воно походить від «поклонний» («що відноситься до поклонів») — у цьому місці люди, що прибувають або їдуть із міста, кланялися Москві та її святиням, висловлюючи таким чином повагу; або від «поклону» - різновиду феодальної податі, що стягується за проїзд або перебування на території волості .

## Історія

### Вітальне місце
Поклонна гора вперше згадується у XIV столітті у « Хроніці Бихівця », що описує події війни між Великим Князівством Литовським та Великим Князівством Московським. Гора знаходилася на Смоленській дорозі, де вітали важливих осіб та іноземних послів. У цьому місці  жовтня 1508 зустрічали посланців кримського хана Менглі І Гірея, в 1612 відбулася зустріч московської делегації з гетьманом Станіславом Жолкевським для передачі царського престолу польському королевичу Владиславу IV Вазі, у вересні 1812 на горі Наполеон чекав депутацію з ключами від КремляЗ XVI по XVIII століття Поклонну гору оточували пасовища у володінні села Троїце-Голеніщева, що не підлягають заселенню чи розорюванню .

### Парк Перемоги
У 1942 році архітектор Яків Черніхов запропонував встановити на пагорбі пам'ятник червоноармійцям, які йшли через Поклонну гору і воювали на фронтах Великої Вітчизняної війни. Московське відділення Союзу архітекторів СРСР затвердило проведення конкурсу на найкращий проект, але його призупинив Йосип Сталін . 23 лютого 1958 року на Поклонній горі встановили пам'ятний гранітний знак із написом: «Тут буде споруджено пам'ятник Перемоги радянського народу у Великій Вітчизняній війні 1941—1945 років», а 1961 року розбили парк. У 1970-1980-х на спорудження пам'ятника зібрали 194 млн рублів, решта коштів виділялася державою та урядом Москви.
Робота з будівництва меморіального комплексу розпочалася у другій половині 1980-х років і викликала протести: кілька сотень протестувальників вийшли 6 травня 1987 року на Манежну площу біля Кремля з червоними прапорами та транспарантами з гаслами «Зберегти Поклінну гору», «Припинити будівництво на Вклоні, «За дбайливе ставлення до пам'яток культури», «До відповіді саботажників перебудови». Найбільшу активність виявили активісти московського відділення Всеросійського товариства охорони пам'яток історії та культури та ультраправого націоналістичного Товариства «Пам'ять». Протестувальники вимагали зустрічі з генеральним секретарем Михайлом Горбачовим. Їх погодився прийняти Борис Єльцин, який тоді обіймав посаду першого секретаря Московського міського комітету КПРС. На зустріч до будівлі на Тверській (тоді вулиці Горького) учасники, розгорнувши прапори та транспаранти, пройшли колоною до 500 людей. Після цієї зустрічі роботи були припинені, але до кінця 1987 року основний пагорб все ж таки зрили, а Поклонна гора, на яку додали насипну частину, була пересунута вглиб від Можайського шосе. Дев'ятого травня 1995 року, на день 50-річчя Перемоги, відбулося урочисте відкриття меморіального комплексу Перемоги .
У парку Перемоги встановлені пам'ятники, присвячені Першій світовій та Німецько-Радянській війні (Монумент Перемоги, Трагедія народів), працює Музей Перемоги, Храм Георгія Змієборця, Меморіальна синагога та Меморіальна мечеть.

## Поклонна гора на Ярославському тракті
Інша височина знаходилася на північному сході Москви, на Сергієвському (Ярославському) тракті, в районі сучасної станції «Лосиноострівська». Цей пологий пагорб нині забудований житловими будинками.